# Dungeon Party
 (avril 2020).
Si vous disposez d'ouvrages ou d'articles de référence ou si vous connaissez des sites web de qualité traitant du thème abordé ici, merci de compléter l'article en donnant les références utiles à sa vérifiabilité et en les liant à la section « Notes et références ».
Dungeon Party est un jeu vidéo de type MMOG développé par Cyanide, sorti en 2009. Il s'agit d'un jeu par équipe en ligne reprenant avec humour les grands traits des classiques du jeu de rôle. Chaque joueur peut incarner l'une des 7 classes du jeu pendant la partie. Le but du jeu est de récupérer un trésor et de l'amener vers la sortie. Pour cela, deux équipes de 2 à 5 joueurs chacune, s'affrontent pour récupérer le trésor avant l'autre. À cela s'ajoute l'environnement, plus ou moins labyrinthique peuplé de monstres et de pièges vicieux.

## Système de jeu

### Classes de héros
Dans Dungeon Party, il y a 7 classes de héros dont 3 gratuites :
- Le Bourreau : c'est la principale classe de guerrier du jeu. Il occasionne de gros dégâts, et peu recevoir des « Buffs », pour en occasionner encore davantage.
- Le Voleur : la classe la plus autonome du jeu, ses sorts lui permettant de se promener comme il l'entend durant la phase de jeu. En contrepartie il manque de sorts pour supporter son équipe.
- Le Magicien : il s'agit de la classe de soutien de l'équipe. Ses talents lui permettent de lancer des sorts agressifs et destructifs, ou de soigner ses coéquipiers. Il est bien entendu le plus fragile du groupe et doit être protégé.

Les 4 autres classes sont payantes, elles doivent être débloquées sur la boutique :
- La Cavalière
- Le Barde
- L'Amazone
- L'Ingénieur.

### Création d'une partie et la formation des équipes
Tout joueur peut créer une partie en choisissant le type de carte, le nombre de joueurs par équipe et le nombre de manches.
Il peut aussi définir des variantes.
Les autres joueurs rejoignent alors la partie et choisissent de faire partie de l'équipe bleue appelée « Loosers », ou rouge dénommée « Leavers ».

### Cartes
Les maps ou cartes sont les donjons ou les labyrinthes où les joueurs vont se battre pour le trésor. Elles sont plus ou moins étroites, larges, bizarres, simples, compliquées, remplies de pièges retors et de monstres prêt à mourir (et ils mourront) pour le trésor. 
Elles sont classées en 2 catégories, puis en plusieurs sous-parties.
Il existe les maps officielles, créées par Cyanide, et les non officielles, créées par et pour les joueurs via l'éditeur.
Ensuite, les maps sont classées selon des sous-parties. Il y a les types de jeu qui sont, pour l'instant, au nombre de 2 : le « Un trésor pour tous ! » (le mode classique) et « Capture de trésors ».
Les maps sont également réparties dans des « mondes » qui sont, pour le moment, 4 différents : le monde de Dracula, celui des Pirates, de l'Égypte et des Casinos.
Dans l'univers sombre et inquiétant de Dracula, l'ambiance qui se dégage est celle d'un château transylvanien qui tombe un peu en ruines mais qui conserve des pièges retors.
Les Pirates : ici, plus de murs ni de planchers, c'est à même le sol de la mine que les aventuriers vont devoir se battre contre des joyeux pirates qui ont le pistolet et le sabre facile.
L'univers Égypte : les joueurs évoluent dans des pyramides truffées de pièges ancestraux et peuplées de créatures qu'il vaut mieux ne pas réveiller.
Le dernier univers est le Casino : les maps de cet univers prennent l'aspect de salles de jeu avec sons et lumières mais aussi avec certains membres du personnel peu amicaux...

### Déroulement d'une partie

#### Les manches
Une partie se fait en général sur deux manches, mais il est possible de prévoir de 1 à 5 manches.
Il ne peut y avoir de match nul et en cas d'égalité, une manche supplémentaire viendra départager les deux équipes.

#### Expérience
Il n'y a pas de système d'expérience. N'importe quel joueur a donc les mêmes chances de gagner. À ce titre, seules les compétences du joueur (connaissance de la map, expérience) lui permettent de mieux appréhender la partie.
Cependant, en partie, une barre d'expérience se remplit et vous permet de gagner des niveaux ainsi que des points de sorts permettant d'acheter des sorts au fil de la partie. Cette barre est réinitialisée chaque manche, et au début de chaque manche, votre niveau correspond au numéro de la manche (à la 2e manche, vous êtes niveau 2 au début de la manche, etc.). Le niveau maximal dans une partie est le niveau 6.

#### Items
En plus des sorts que le joueur peut accumuler en cours de manche, il existe différents items que l'on peut utiliser. Certains doivent être activés durant la préparation de la manche, d'autres n'importe quand durant la partie. On trouve :
- des élixirs, qui fonctionnent comme des buffs pendant une manche
- des potions
- des pièges

Ces items sont à acheter sur le site officiel du jeu, avec la monnaie gagnée en jeu, ou des cyans (monnaie à acheter contre de l'argent) pour des effets légèrement plus puissant.

### Le Trésor

#### L'Amour du Trésor
L'objet de toutes les convoitises au cours d'une partie est le trésor. Les deux équipes s'affrontent pour le récupérer et le porter jusqu'à la sortie du donjon.
Cependant, seule l'équipe qui arrivera à séduire le trésor pourra gagner. Il faut en effet avoir « l'Amour » du trésor pour qu'il accepte d'être sorti.
Une barre d'Amour indique sur l'écran quelle équipe le trésor aime. Pour séduire le trésor, les joueurs doivent le porter le plus longtemps possible. Le trésor aimera aussi l'équipe qui se battra pour lui en éliminant des joueurs adverses ou des monstres du donjon.
La barre d'amour évolue sans cesse au cours de la partie et les joueurs doivent la surveiller scrupuleusement pour adapter leur stratégie à l'humeur du trésor.

#### Mini-jeux du Trésor
Au cours d'une manche, il arrive au trésor de lancer des mini-jeux affectant plus ou moins la partie.
- J’aime pas vos sorts : tous les sorts sélectionnés par le joueur sont effacés des slots et deviennent inaccessibles. Les points de sorts sont rendus pour sélectionner d'autres capacités.
- La bombe : une bombe apparaît au hasard entre les mains d'un héros, il doit la passer à un adversaire avant qu'elle n'explose et le tue. Il est impossible de passer la bombe aux monstres du donjon ainsi qu'aux joueurs ayant déjà un objet dans les mains (trésor, caisses diverses).
- Sens dessus-dessous : l'écran du jeu se « renverse » durant quelques secondes.
- Cache-Cache : il n'y a plus de lumière hormis un halo autour du joueur. Il devient plus difficile de se déplacer car les indications sur la mini-carte sont moins nombreuses.
- Silence, on tourne ! : l'écran prend une couleur sépia et il est impossible d'utiliser ses sorts durant le mini-jeu. L'absence de couleur rend la distinction entre allié et adversaire bien plus compliquée.
- Speedy Gonzales : durant le mini-jeu, tous les héros voient leur vitesse de déplacement augmenter.
- Je t'aime ! Moi non plus ! : le trésor n'a pas le moral. Le porter fera perdre de l'amour.
- Police ! Sorte de 1,2,3 Soleil, les joueurs ne peuvent plus bouger sous peine de perdre des points de vie.

#### Variantes de jeu
D'ordinaire, tout le jeu tourne autour de la conquête, et du trésor, et de son amour, afin de gagner la manche. Pour gagner de l'amour, il faut tuer les membres de l'équipe adverse, les boss ou porter le trésor. Cependant, d'autres variantes sont possibles :
- Pas d'amour : Aucun amour. Chacune des équipes doit récupérer le trésor et le ramener à sa sortie. Cette variante n'est applicable que sur les cartes possédant des « Sortie d'équipe » et est forcément utilisée sur les cartes de type « Capture de trésor ».
- Trésor hésitant : La barre d'amour est maintenant pourvue d'une zone de neutralité dans laquelle aucune des deux équipes ne peut sortir le trésor. Si personne ne porte le trésor, l'amour va doucement revenir au « centre » (neutralité totale).
- L'amour vache : Le trésor est un peu sado-maso. Il vous aime si vous le portez mais vous fait souffrir autant que possible en infligeant des points de dégât au porteur.
- Free Fight : Tout le monde débute la partie avec 6 points de sorts (le maximum).
- Pas d'expérience : Tout le monde démarre la partie avec deux points de sort et en gagnera un supplémentaire par manche. Par contre, aucune expérience n'est gagnée au fil du temps, et les sorts ne sont pas remis à zéro au début de chaque manche. Il faut donc choisir ses sorts avec précaution.

## Accueil

### Critique
- Jeuxvideo.com : 14/20[1]

### Récompenses
- Nommé au Milthon 2009 du meilleur jeu PC

## Exploitation
Comme tout MMO, Dungeon Party en est venu à fermer en 2011. Un retour du jeu a été annoncé sur le forum de Dungeon Party et sur sa page Facebook pour fin 2012, le jeu sera disponible sur Steam.
Il est dorénavant disponible en free-to-play sur Steam depuis le 13 mars 2013.
Le jeu a fait l'objet d'un spin-off sur Nintendo DS : Dungeon Raiders.